# Герб Эдинбурга
Герб Эдинбурга представляет собой официальную символику столицы Шотландии. Герб Эдинбурга впервые появился в 1647 году, а официально он был утвержден в 1732 году.

## Описание
Герб представляет собой геральдический щит английской формы белого цвета. В нижней части герба изображена скалистая гора со ступенчатой дорогой. В центре щита изображён королевский замок. Основанием щиту служит зелёная поляна овальной формы, поросшая чертополохом. В качестве щитодержателей выступают: женщина в золотом платье и с золотыми волосами и стоящая на задних лапах коричневая олениха. Верхняя часть герба увенчана рыцарским шлемом. Над шлемом располагается изображение корабельного якоря. Над гербом начертана надпись: «NISI DOMINUS FRUSTRA», что в переводе: «НИКОМУ, КРОМЕ БОГА».

## Интересно
Гербовой щит Эдинбурга включен в личный герб Филиппа, герцога Эдинбургского, супруга королевы Елизаветы II.